# Трњански Кути
Трњански Кути су насељено место у саставу општине Оприсавци у Бродско-посавској жупанији, Република Хрватска.

## Историја
До територијалне реорганизације у Хрватској налазили су се у саставу старе општине Славонски Брод.

## Становништво
На попису становништва 2011. године, Трњански Кути су имали 345 становника.

## Попис1991.
На попису становништва 1991. године, насељено место Трњански Кути је имало 369 становника, следећег националног састава:
| Попис 1991.‍  | Попис 1991.‍  | Попис 1991.‍ | Попис 1991.‍ | Попис 1991.‍ |
| ------------ | ------------ | ----------- | ----------- | ----------- |
|              |              |             |             |             |
| Хрвати       | Хрвати       |             | 355         | 96,20%      |
| Срби         | Срби         |             | 2           | 0,54%       |
| Југословени  | Југословени  |             | 1           | 0,27%       |
| неопредељени | неопредељени |             | 1           | 0,27%       |
| непознато    | непознато    |             | 10          | 2,71%       |
| укупно: 369  |              |             |             |             |